# Theodosia (Misuri)
Theodosia es una villa ubicada en el condado de Ozark en el estado estadounidense de Misuri. En el Censo de 2010 tenía una población de 243 habitantes y una densidad poblacional de 59,61 personas por km².

## Geografía
Theodosia se encuentra ubicada en las coordenadas 36°34′49″N 92°39′46″O / 36.58028, -92.66278. Según la Oficina del Censo de los Estados Unidos, Theodosia tiene una superficie total de 4.08 km², de la cual 3.55 km² corresponden a tierra firme y (12.96%) 0.53 km² es agua.

## Demografía
Según el censo de 2010, había 243 personas residiendo en Theodosia. La densidad de población era de 59,61 hab./km². De los 243 habitantes, Theodosia estaba compuesto por el 97.94% blancos, el 0% eran afroamericanos, el 0% eran amerindios, el 0% eran asiáticos, el 0% eran isleños del Pacífico, el 0% eran de otras razas y el 2.06% pertenecían a dos o más razas. Del total de la población el 0.41% eran hispanos o latinos de cualquier raza.